# Zanthoxylum schinifolium
Zanthoxylum schinifolium là một loài thực vật có hoa trong họ Cửu lý hương. Loài này được Siebold & Zucc. miêu tả khoa học đầu tiên năm 1846. Loài này là một trong số các loài thuộc chi Zanthoxylum được dùng để chế biến loại gia vị tiêu Tứ Xuyên nổi tiếng.

## Hình ảnh

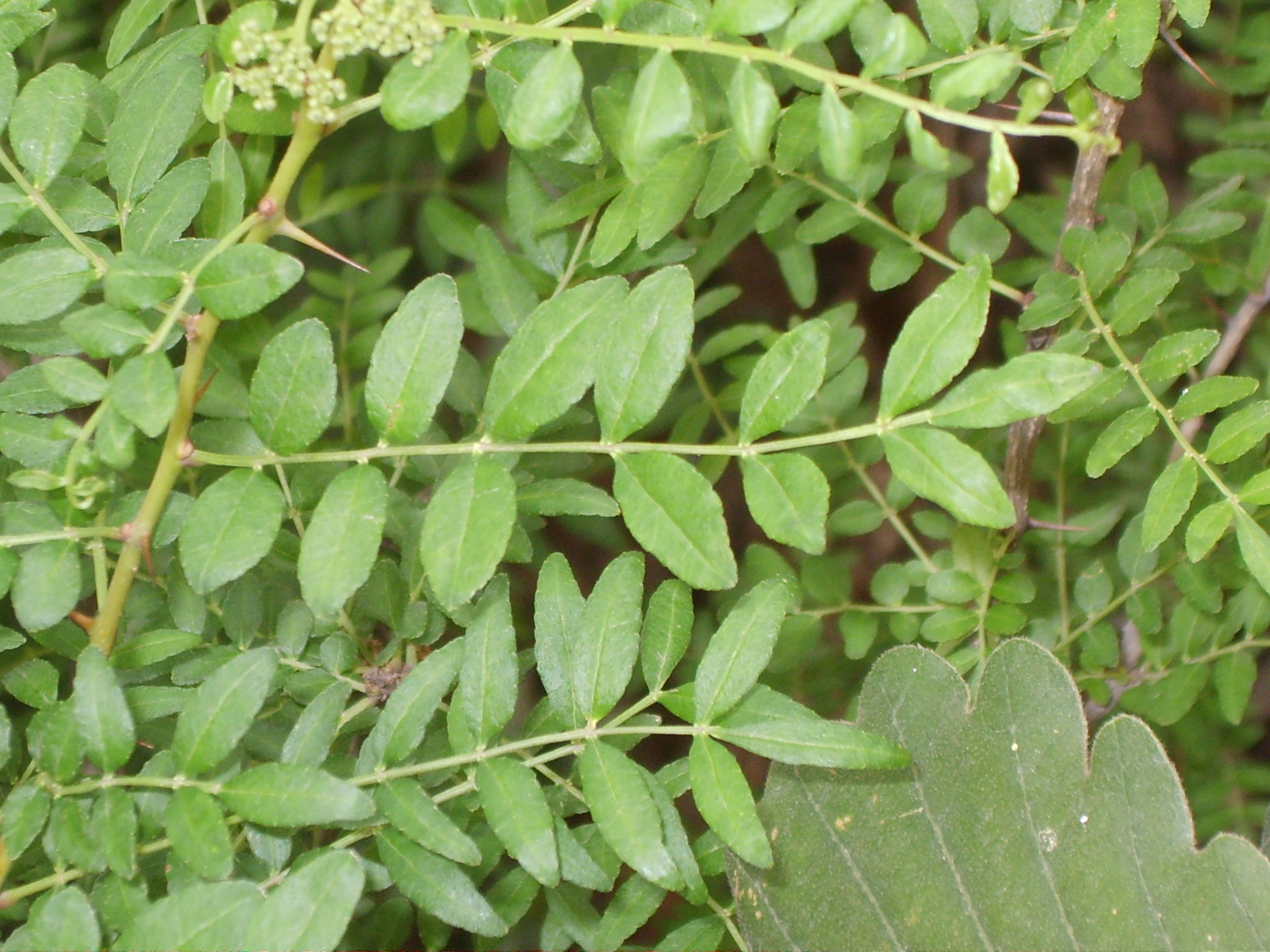
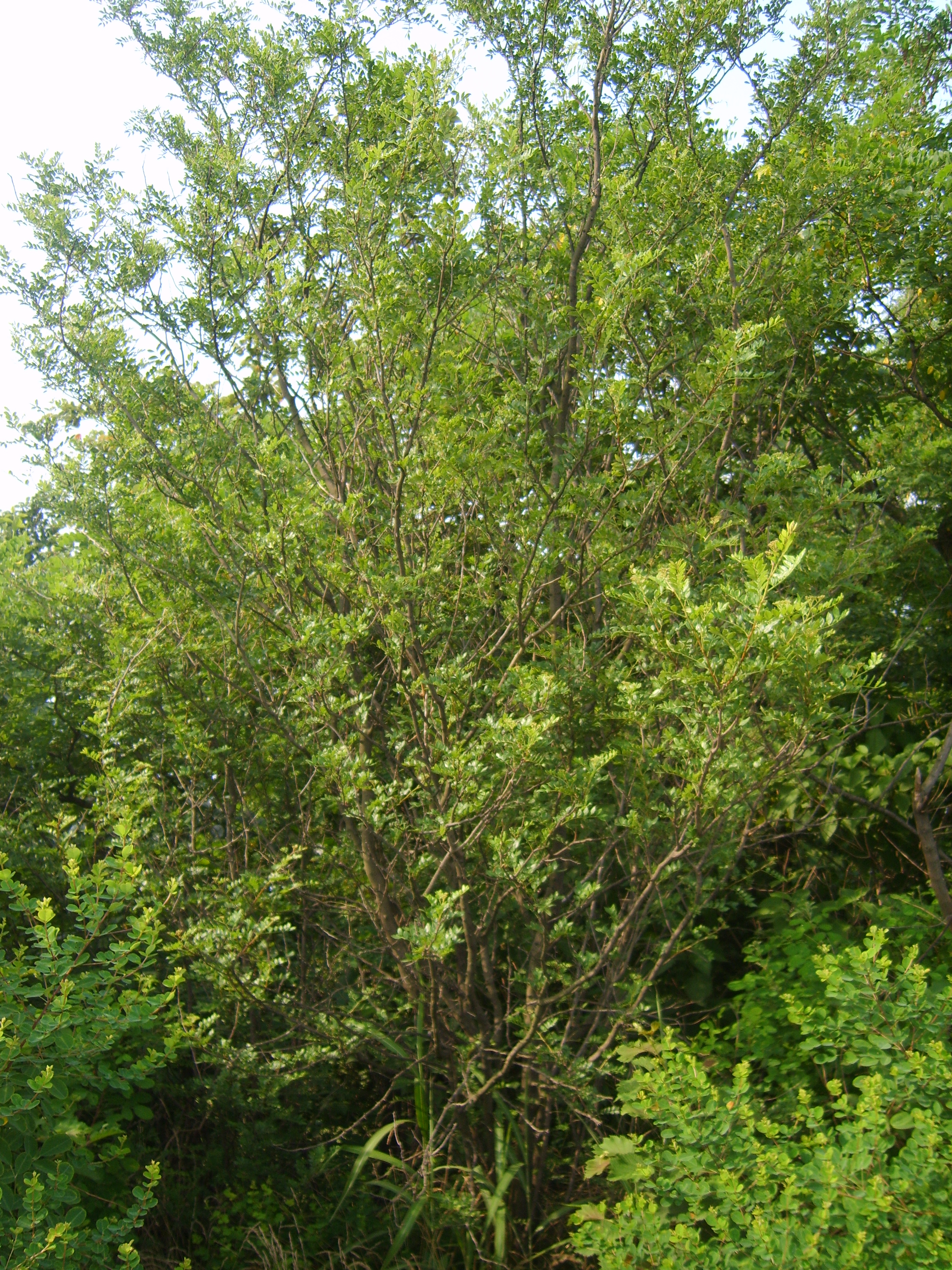
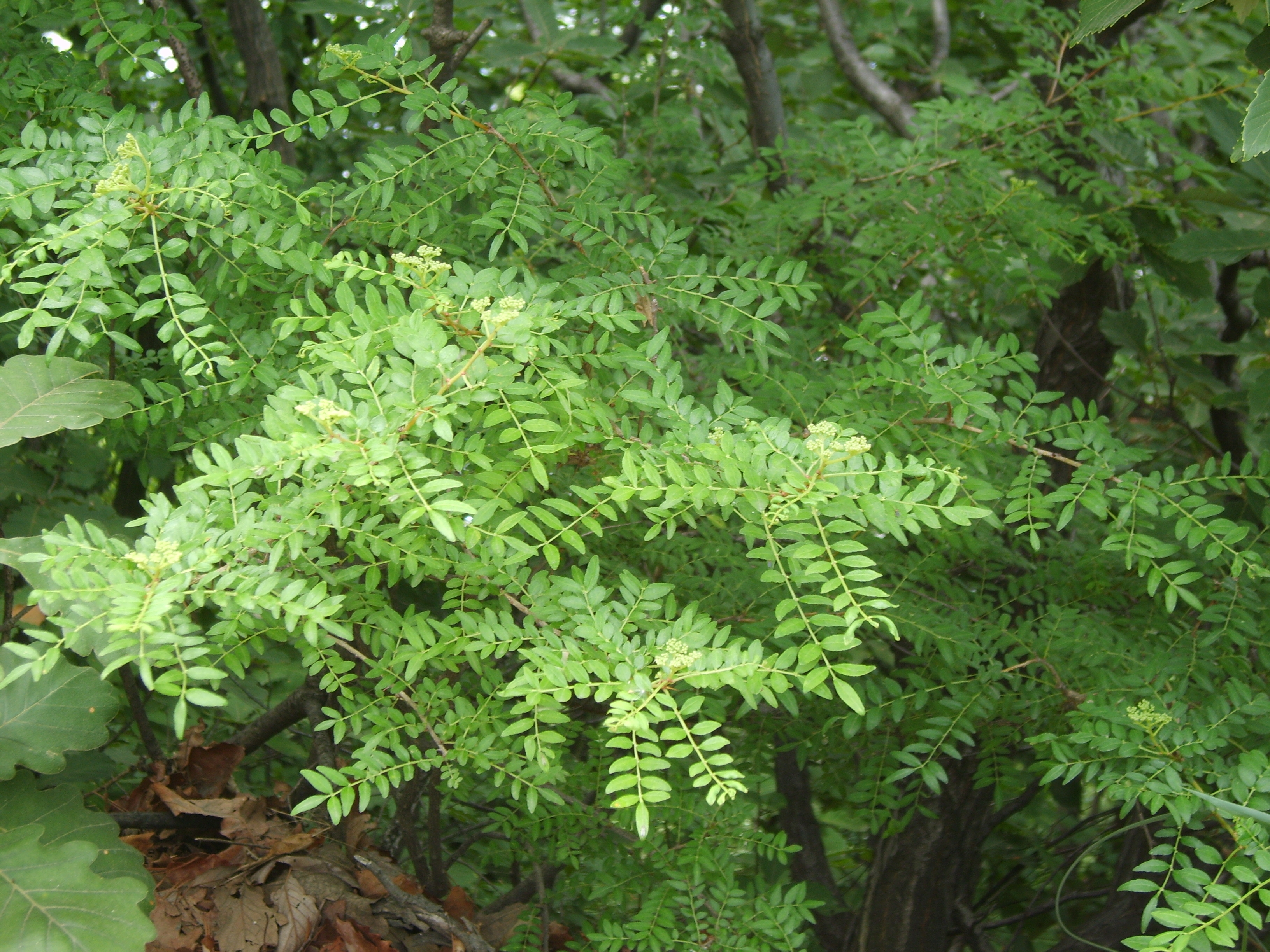
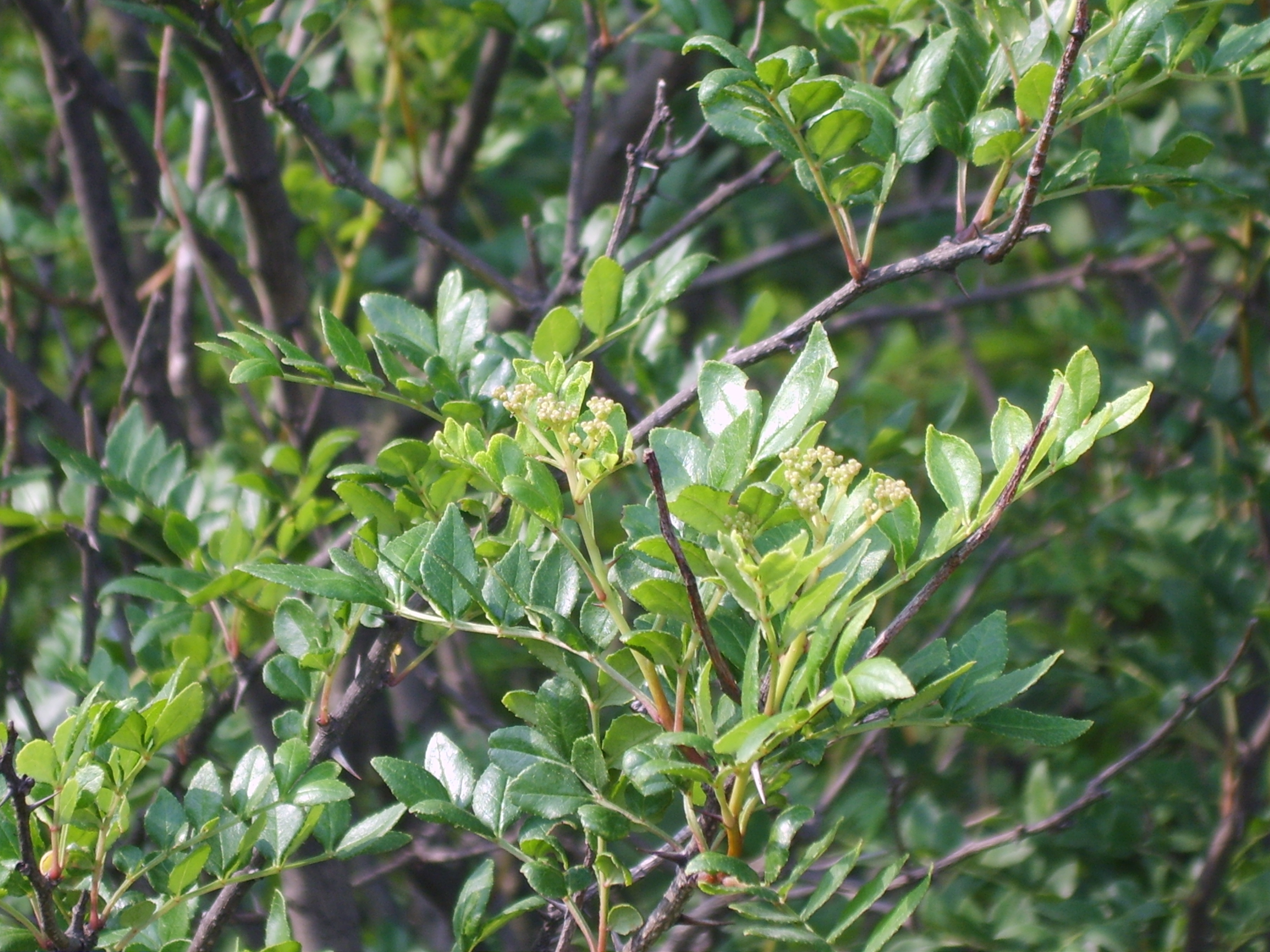